# Ни, Сергей
Сергей Ни (3 августа 1975) — советский и узбекистанский футболист, нападающий и полузащитник. Выступал за сборную Узбекистана.

## Биография
Дебютировал во взрослом футболе в последнем сезоне первенства СССР во второй низшей лиге в составе клуба «Сохибкор» (Халкабад).
После распада СССР в течение двух сезонов выступал в высшей лиге Узбекистана за клуб «Темирйулчи» (Коканд). Финалист Кубка Узбекистана 1992 года.
В 1994 году перешёл в «Нефтчи» (Фергана), с которым становился неоднократным чемпионом и призёром чемпионата страны, обладателем Кубка Узбекистана. В 1994 году стал финалистом Кубка Содружества. В первой половине 1998 года снова выступал за «Темирйулчи». После возвращения в «Нефтчи» стал играть более результативно и в 1999—2002 годах четыре раза подряд забивал более 10 голов за сезон. В 2001 году стал седьмым бомбардиром чемпионата (15 голов), в 2002 году — шестым (17 голов). Всего за ферганский клуб сыграл более 200 матчей и забил более 70 голов.
После окончательного ухода из «Нефтчи» играл в высшей лиге за «Машъал» (Мубарек), «Самарканд-Динамо», «Локомотив» (Ташкент). В 2006 году играл за «Локомотив БФК» и стал лучшим бомбардиром финального турнира второй лиги Узбекистана с 6 голами.
Всего в высшей лиге Узбекистана забил 87 голов. Входит в Клуб Геннадия Красницкого со 108 голами в турнирах высокого уровня.
В национальной сборной Узбекистана сыграл единственный матч 17 января 2001 года против Израиля, заменив на 66-й минуте Анвара Солиева.

## Достижения
- Чемпион Узбекистана: 1994, 1995, 2001
- Серебряный призёр чемпионата Узбекистана: 1996, 1997, 1998, 1999, 2000, 2002, 2003
- Обладатель Кубка Узбекистана: 1994, 1996
- Финалист Кубка Узбекистана: 1992, 1997, 1998, 2001, 2002